# Femke Heemskerk
Femke Heemskerk (nascuda el 21 de setembre de 1987 a Roelofarendsveen, Països Baixos) és una nedadora neerlandesa, especialista en estil lliure, encara que també forta en quatre estils i esquena.
És campiona olímpica després de guanyar la medalla d'or en el relleu 4×100 metres lliures en els Jocs Olímpics de 2008.
Forma part de l'equip neerlandès que té el rècord mundial 4×100 m relleus estil lliure tant en piscina curta com a piscina curs llarg. També forma part de l'equip neerlandès que té rècord mundial 4×200 m relleus estil lliure en piscina curta. Individualment és titular de cinc rècords nacionals: dos en piscina de curs llarg, 200 m estil lliure i 200 m quatre estils individual, i dos en piscina de curs curt, 200 m estil lliure, 200 m esquena i 200 m quatre estils individual.

## Trajectòria
Femke Heemskerk va fer el seu debut internacional al campionat mundial de 2005 en Mont-real com a nedadora de l'equip neerlandès en el qual només va participar en les eliminatòries dels 4×100 m estil lliure i 4×200 m estil lliure. Individualment, va competir al Campionat Europeu de 2006 i Campionat Europeu en piscina curta de 2006, però no va avançar més enllà de les eliminatòries en tots dos esdeveniments.
Al Campionat Mundial de 2007 a Melbourne va guanyar una medalla de bronze en els 4×100 m estil lliure al costat d'Inge Dekker, Ranomi Kromowidjojo i Marleen Veldhuis. Al Campionat Europeu en piscina curta de 2007 a Debrecen va acabar, sorprenentment, sisè en els 100 m estil lliure, la seva primera final internacional, i va acabar en el desè lloc en els 200 m estil lliure.

### 2008
El 2008 va guanyar els 4×100 m estil lliure al Campionat Europeu amb un rècord mundial amb el mateix equip que va guanyar el bronze al Campionat Mundial de l'any anterior. Amb aquest equip va acabar en els 4×200 m estil lliure. Individualment no va aconseguir qualificar-se per a les semifinals. Al mes següent va competir a Manchester al Campionat Mundial en piscina curta de 2008, on una vegada més va trencar dos rècords en els 4×100 m i 4×200 m estil lliure. En l'últim dia del torneig va guanyar també la seva primera medalla individual, una medalla de plata en els 200 m estil lliure. Durant el Campionat Nacional al juny de 2008, Heemskerk va trencar tres rècords nacionals sobre en els 200 m estil lliure, 200 m quatre estils individual i 100 m esquena.

## Rècords personals
| Piscina curta (25 m)           | Piscina curta (25 m) | Piscina curta (25 m) | Piscina curta (25 m)   |
| Esdeveniment                   | Temps                | Data                 | Ubicació               |
| ------------------------------ | -------------------- | -------------------- | ---------------------- |
| 50 m lliure                    | 23.79                | 10-11-2014           | Copenhaguen, Dinamarca |
| 100 m lliure                   | 51.37                | 12-04-2008           | Doha, Qatar            |
| 200 m lliure                   | RN 1:51.69           | 07-12-2014           | Doha, Qatar            |
| 100 m esquena                  | RN 57.72             | 31-10-2014           | Berlín, Alemanya       |
| 200 m esquena                  | RN 2:03.51           | 09-11-2014           | Doha, Qatar            |
| 100 m quatre estils individual | 58.96                | 18-10-2014           | Aquisgrà, Alemanya     |
| 200 m quatre estils individual | RN 2:06.88           | 08-11-2014           | Tilburg, Països Baixos |

| Piscina curso llarg (50 m)     | Piscina curso llarg (50 m) | Piscina curso llarg (50 m) | Piscina curso llarg (50 m) |
| Esdeveniment                   | Temps                      | Data                       | Ubicació                   |
| ------------------------------ | -------------------------- | -------------------------- | -------------------------- |
| 50 m lliure                    | 24.57                      | 02-04-2015                 | Eindhoven, Països Baixos   |
| 100 m lliure                   | RN 52.69                   | 05-04-2015                 | Eindhoven, Països Baixos   |
| 200 m lliure                   | RN 1:54.68                 | 03-04-2015                 | Eindhoven, Països Baixos   |
| 100 m esquena                  | 1:00.03                    | 11-03-2011                 | Amsterdam, Països Baixos   |
| 200 m quatre estils individual | RN 2:10.21                 | 10-04-2014                 | Eindhoven, Països Baixos   |